# William Bullock Ives
Pour les articles homonymes, voir Bullock.
Cet article possède un paronyme, voir William Bullock.
William Bullock Ives  (né le 17 novembre 1841 et mort le 15 juillet 1899) est un avocat, homme d'affaires et homme politique fédéral et municipal du Québec.

## Biographie
Né à Compton dans le Canada-Est, il est issu d'une famille de deux loyalistes provenant du Connecticut. Il étudie tout d'abord à Compton et ensuite le droit à Sherbrooke. Nommé au Barreau du Québec en 1867, il pratique son métier à Sherbrooke dans le cabinet de Henry Billings Brown. Il est nommé au Conseil de la Reine en 1880. En 1869, il épouse Elizabeth Emma Pope, fille du député de Compton John Henry Pope. Ils vivent dans un manoir sur la rue Bowen sud qui deviendra un couvent à la fin de leurs vies.

## Carrière parlementaire
Élu député du Parti conservateur dans la circonscription fédérale de Richmond—Wolfe en 1878, il est réélu en 1882 et en 1887. Réélu dans Ville de Sherbrooke en 1891, il est réélu lors de l'élection partielle de 1892 et en 1896. Il meurt en fonction en 1899. Il sert également comme maire de Sherbrooke.
Durant ses fonctions parlementaires, il est président du Conseil privé de 1892 à 1894 et ministre du Commerce dans la cabinet de Mackenzie Bowell. À la suite de sa démission et de celle de six autres de ses collègues protestants en 1896, Bowell démissionne et Charles Tupper devint premier ministre. Il redevient ministre du Commerce en 1896.

## Carrière commerciale
En plus de sa carrière publique, Ives et trois partenaires achètent une scierie en 1882 dans la région de Cookshire et fondent la Cookshire Mill Company. Avec son beau-frère, Rufus Henry Pope, ils deviennent rapidement les uniques actionnaires de la compagnie. Peu après, il fonde la Scotstown Lumber Company dans la municipalité de Scotstown, assurant à l'entreprise le quasi-monopole du bois dans la région du mont Mégantic et dans l'est des Cantons-de-l'Est.
Rapidement, l'intérêt grandissant pour la pulpe à papier permet aux deux compagnies d'exporter aux États-Unis. En 1884, avec des partenaires de Montréal, il installe une usine à pulpe à Scotstoewn et en 1891, il achète une usine à East Angus, renommée Royal Pulp and Paper Company et Royal Paper Mills Company. En 1893, une restructuration de l'entreprise le réduit à une minorité des parts
En 1887, il promouvoie la construction de la Hereford Rail, un chemin de fer devant établir une liaison entre Cookshire et le nord du New Hampshire.